# Kevin Hansen (pilota automobilistico)
Kevin Hansen (Götene, 28 maggio 1998) è un pilota automobilistico svedese, specializzato nella disciplina del rallycross. In carriera ha vinto due eventi nel mondiale WRX ed è giunto terzo in classifica generale al termine della stagione 2019. Ha inoltre vinto il campionato europeo nel 2016.
È il figlio del quattordici volte campione europeo della disciplina Kenneth Hansen e di Susann Hansen, a sua volta ex-pilota di livello internazionale, nonché fratello minore di Timmy, campione del mondo nel 2019.

## Carriera
Iniziò la carriera automobilistica nel 2005 gareggiando con i kart e conquistando il trofeo Mini ROK Cup International nel 2010.
Esordì nel 2012 nella specialità del rallycross gareggiando per la scuderia Hansen Motorsport, diretta dai genitori, e vincendo il campionato JRX Junior Rallycross Cup, serie satellite del campionato europeo, al volante di una Citroën DS3; bissò il titolo anche nel 2013.

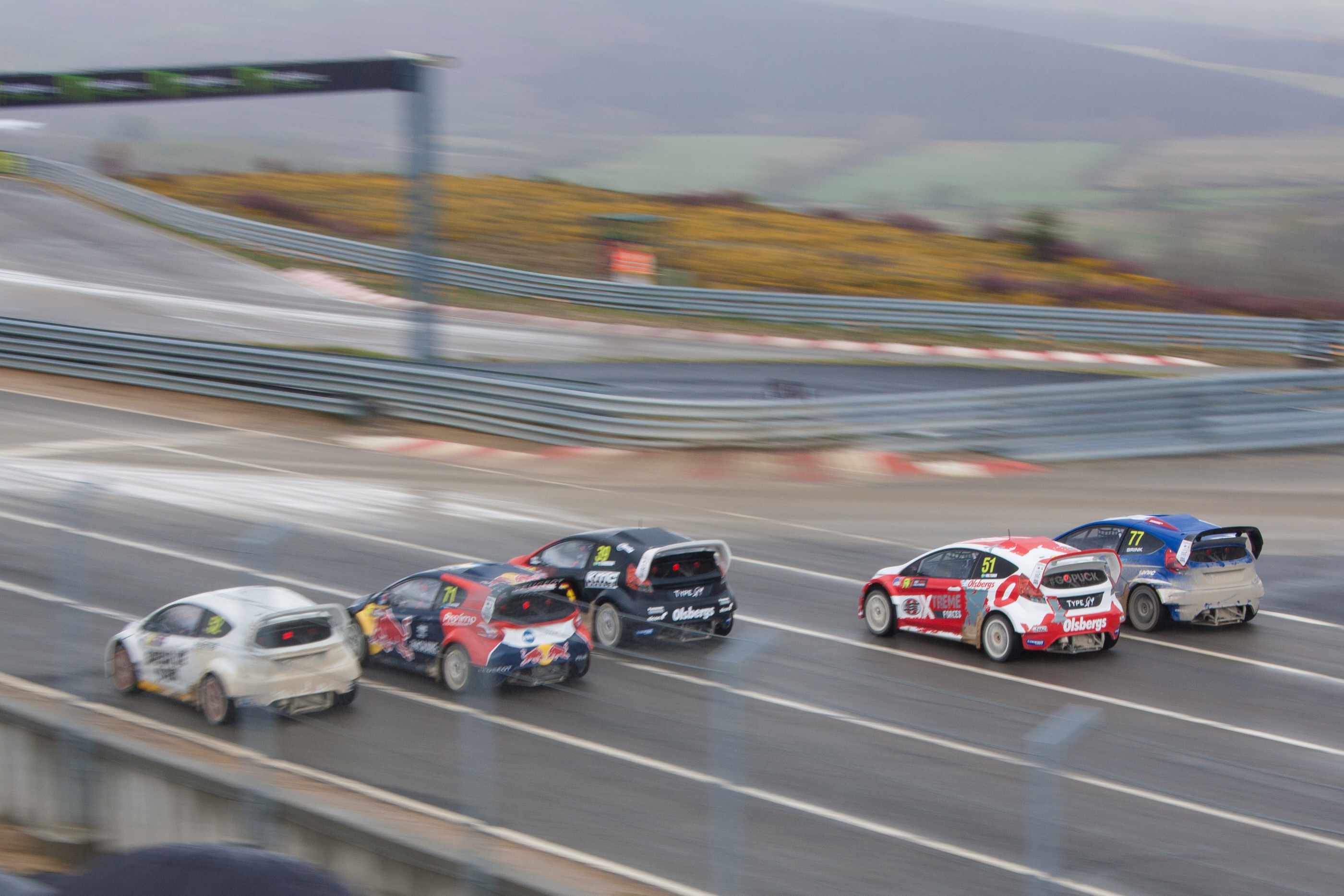
Hansen (il secondo da sinistra) in azione nella categoria RX Lites durante il Rallycross del Portogallo 2015

Nel 2014 passò alla categoria superiore RX Lites per competere nel campionato del mondo, dove fu secondo al termine della stagione e vinse il titolo in quella successiva. 
A fine 2015 esordì nella massima categoria del mondiale WRX al rallycross d'Argentina, ultima gara stagionale, al volante di una Ford Fiesta della scuderia Olsbergs MSE, divenendo a 17 anni e 6 mesi il pilota più giovane ad aver mai partecipato a un evento iridato e raggiungendo inoltre la finale e il quinto posto assoluto in gara. 
Nel 2016 disputò la stagione completa del campionato europeo sulla Peugeot 208 WRX del team Peugeot-Hansen Academy, conquistando subito il titolo con quattro vittorie e un secondo posto su cinque gare disputate. Gareggiò inoltre nel mondiale 2016 in forma parziale, raggiungendo il quarto posto in due occasioni. 

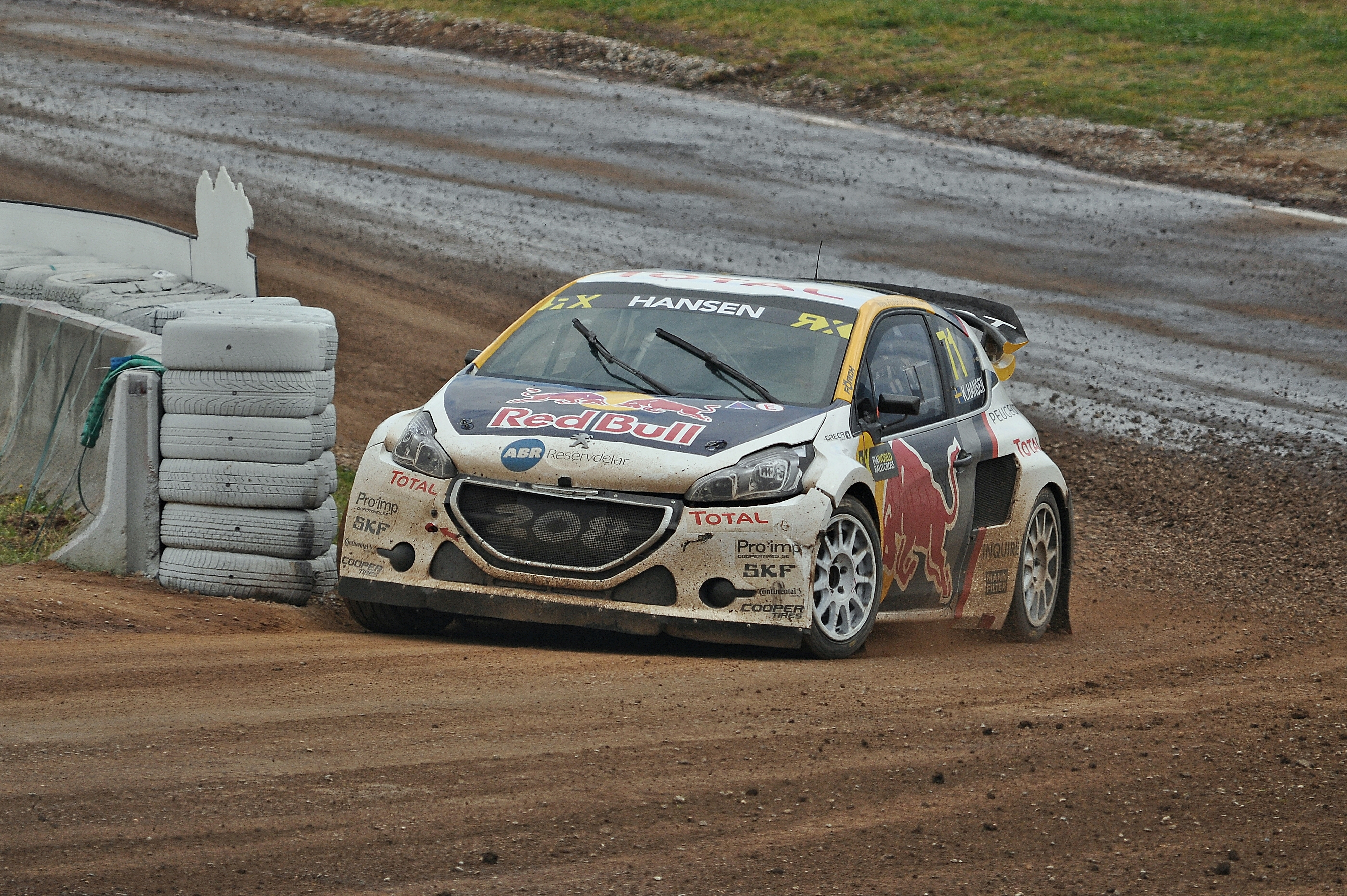
Hansen in gara durante il Rallycross di Barcellona 2017

Il 2017 fu invece il primo anno in cui partecipò a tempo pieno all'intera annata del campionato mondiale, piazzandosi a punti in tutte le gare eccetto una, e terminando all'ottavo posto finale in classifica generale. Si ripeté anche nella stagione 2018 con tutti piazzamenti a punti, di cui due quarti posti, chiudendo sempre ottavo nella graduatoria finale.

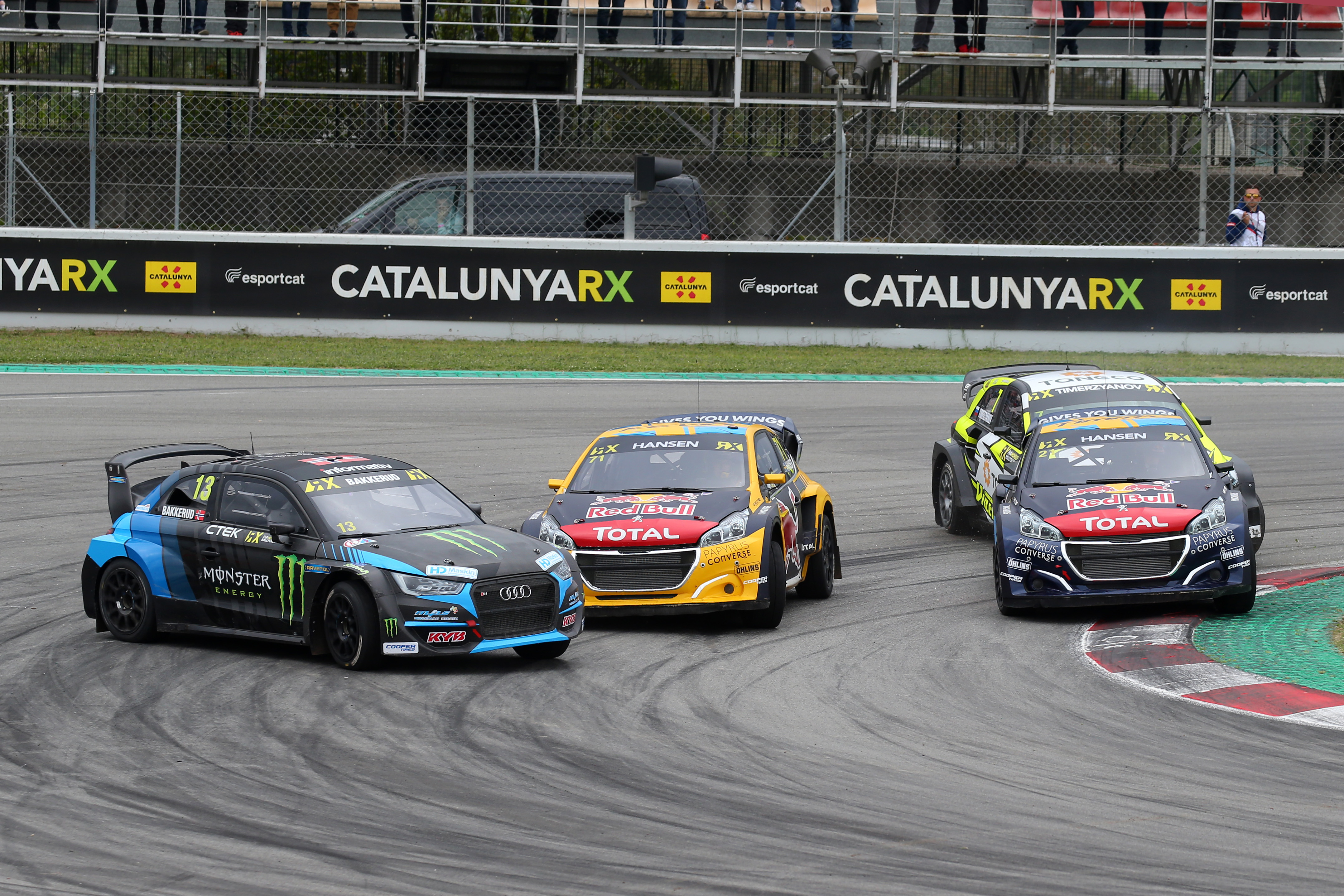
Hansen (secondo da sinistra) in lotta con Andreas Bakkerud, Timmy Hansen e Timur Timerzyanov al rallycross di Barcellona 2019

La stagione 2019 fu invece la migliore disputata dal giovane pilota svedese, in quale conquistò il suo primo successo nella gara d'esordio ad Abu Dhabi, cui seguirono quattro podi (tre secondi posti e un terzo posto) che lo tennero in lizza per il titolo sino all'ultimo e gli garantirono il piazzamento sul podio a fine anno alle spalle del fratello Timmy, che conquistò la corona iridata, e del norvegese Andreas Bakkerud, secondo.
Nel 2020 conquistò invece due podi e fu quinto a fine anno gara di casa e nessun altro podio, chiudendo ancora una volta al quarto posto nella graduatoria finale. 

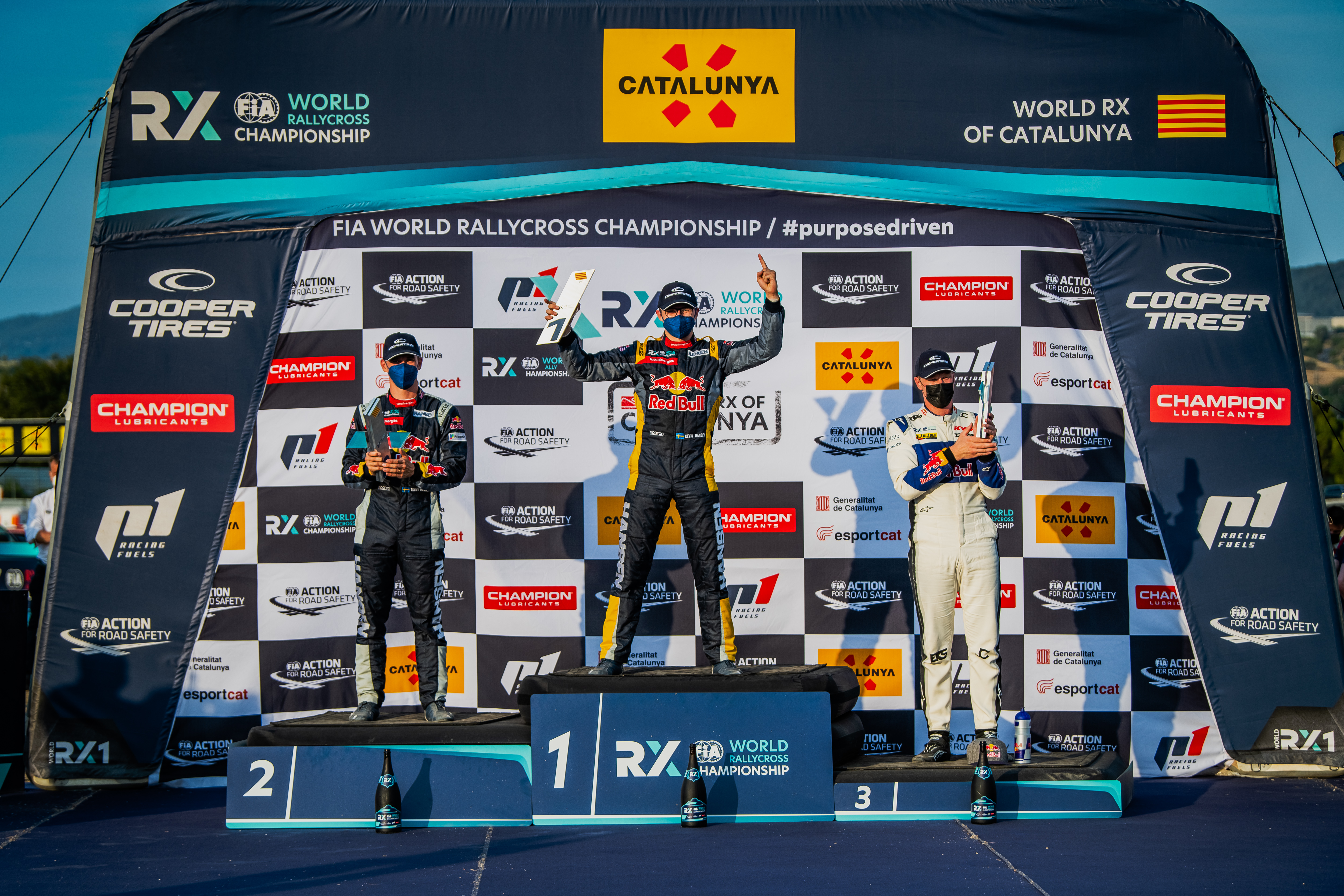
Hansen (al centro) sul podio del rallycross di Barcellona 2021, dove vinse davanti al fratello Timmy (a sinistra) e a Johan Kristoffersson

La stagione 2021 fu invece più soddisfacente in quanto conquistò il suo secondo successo in carriera al Rallycross di Barcellona, prima gara stagionale, e andò a podio in ulteriori sei gare, in quattro delle quali fu secondo; nonostante questi risultati terminò l'annata al quarto posto in classifica generale. Debuttò inoltre nel neonato campionato di Extreme E, correndo per la scuderia dell'ex pilota di Formula 1 Jenson Button e sostituendo proprio quest'ultimo dopo la prima gara; andò a podio in tutte e quattro le gare disputate con la connazionale Mikaela Åhlin-Kottulinsky e terminarono quarti a fine stagione.
Nell'annata 2022, che segnò il debutto della nuova classe regina RX1e nella quale gareggiavano esclusivamente vetture a propulsione elettrica, Hansen prese il via della stagione iridata sempre con la scuderia di famiglia conducendo la nuova Peugeot 208 RX1e. Gareggiò come pilota titolare anche nella stagione 2022 del campionato di Extreme E sempre per la scuderia JBXE di Jenson Button, stavolta in coppia con Molly Taylor (soltanto nella prima gara) ed Hedda Hosås.

## Palmarès
- Campionato europeo rallycross (2016).
- Campionato del mondo rallycross, classe RX Lites (2015).
- Junior Rallycross Cup[n 1] (2012 e 2013).

### Vittorie nel mondiale rallycross
| Nº | Anno | Evento                          | Vettura         | Squadra              |
| -- | ---- | ------------------------------- | --------------- | -------------------- |
| 1  | 2019 | World RX of Abu Dhabi           | Peugeot 208 WRX | Team Hansen MJP      |
| 2  | 2021 | World RX of Catalunya-Barcelona | Peugeot 208     | Hansen World RX Team |
| 3  | 2023 | World RX of Hong Kong 1         | Peugeot 208     | Hansen World RX Team |
| 4  | 2024 | World RX of Portugal 2          | Peugeot 208     | Hansen World RX Team |

Vengono indicate soltanto le vittorie nella massima categoria (Supercar, RX1 e/o RX1e).

## Risultati completi

### Campionato del mondo rallycross

#### Supercar/RX1/RX1e
| 2015 | Scuderia     | Vettura        |  |  |  |  |  |  |  |  |  |  |  |  |   | Punti | Pos. |
| ---- | ------------ | -------------- |  |  |  |  |  |  |  |  |  |  |  |  | - | ----- | ---- |
| 2015 | Olsbergs MSE | Ford Fiesta ST |  |  |  |  |  |  |  |  |  |  |  |  | 5 | 16    | 22º  |

| 2016 | Scuderia               | Vettura         |    |    |  |   |  |  |  |    |  |  |   |  |  | Punti | Pos. |
| ---- | ---------------------- | --------------- | -- | -- |  | - |  |  |  | -- |  |  | - |  |  | ----- | ---- |
| 2016 | Peugeot-Hansen Academy | Peugeot 208 WRX | 13 | 19 |  | 4 |  |  |  | 11 |  |  | 4 |  |  | 52    | 15º  |

| 2017 | Scuderia            | Vettura         |    |   |   |    |    |   |    |    |   |    |   |   |  | Punti | Pos. |
| ---- | ------------------- | --------------- | -- | - | - | -- | -- | - | -- | -- | - | -- | - | - |  | ----- | ---- |
| 2017 | Team Peugeot-Hansen | Peugeot 208 WRX | 11 | 8 | 8 | 21 | 13 | 9 | 13 | 10 | 8 | 10 | 6 | 6 |  | 115   | 8º   |

| 2018 | Scuderia           | Vettura     |    |   |   |   |   |   |   |   |   |   |   |   |  | Punti | Pos. |
| ---- | ------------------ | ----------- | -- | - | - | - | - | - | - | - | - | - | - | - |  | ----- | ---- |
| 2018 | Team Peugeot Total | Peugeot 208 | 13 | 8 | 9 | 6 | 4 | 5 | 9 | 7 | 6 | 7 | 6 | 4 |  | 145   | 8º   |

| 2019 | Scuderia          | Vettura     |   |   |   |   |   |   |   |   |   |   |  |  |  | Punti | Pos. |
| ---- | ----------------- | ----------- | - | - | - | - | - | - | - | - | - | - |  |  |  | ----- | ---- |
| 2019 | Hansen Motorsport | Peugeot 208 | 1 | 2 | 7 | 7 | 2 | 2 | 6 | 3 | 4 | 5 |  |  |  | 199   | 3º   |

| 2020 | Scuderia    | Vettura         |   |   |   |   |   |   |   |   |  |  |  |  |  | Punti | Pos. |
| ---- | ----------- | --------------- | - | - | - | - | - | - | - | - |  |  |  |  |  | ----- | ---- |
| 2020 | Team Hansen | Peugeot 208 WRX | 8 | 2 | 6 | 7 | 4 | 6 | 3 | 7 |  |  |  |  |  | 135   | 5º   |

| 2021 | Scuderia             | Vettura     |   |   |   |   |   |   |   |   |   |  |  |  |  | Punti | Pos. |
| ---- | -------------------- | ----------- | - | - | - | - | - | - | - | - | - |  |  |  |  | ----- | ---- |
| 2021 | Hansen World RX Team | Peugeot 208 | 1 | 2 | 2 | 3 | 5 | 2 | 3 | 9 | 2 |  |  |  |  | 191   | 4º   |

| 2022 | Scuderia             | Vettura          |  |   |   |   |   |   |   |   |   |   |   |  | Punti | Pos. |    |
| ---- | -------------------- | ---------------- |  | - | - | - | - | - | - | - | - | - | - |  | ----- | ---- | -- |
| 2022 | Hansen World RX Team | Peugeot 208 RX1e |  | 7 | 2 | 2 | 4 | 7 | 2 | 4 | 4 | 6 | 5 |  |       | 123  | 5º |

| 2023 | Scuderia             | Vettura                    |   |   |   |   |   |   |   |  |  |  |  |  |  | Punti | Pos. |    |
| ---- | -------------------- | -------------------------- | - | - | - | - | - | - | - |  |  |  |  |  |  | ----- | ---- | -- |
| 2023 | Hansen World RX Team | Peugeot 208 RX1e Zeroid X1 | 2 | 9 | 4 | 2 | 2 | 1 | 7 |  |  |  |  |  |  |       | 104  | 2º |

| Hansen World RX Team | Peugeot 208 RX1e | 6 | 4 | 6 | 5 | 3 | 2 | 3 | 1 |  |  |  |  |  |  |  |  | 160 |  |

| Legenda | 1º posto | 2º posto | 3º posto | A punti | Senza punti | Ritirato | Squalificato | NP=Non partito C=Gara cancellata |

#### RX Lites
| 2014 | Scuderia           | Vettura           |  |  |  |   |   |  |  |  |  |   |   |  |  | Punti | Pos. |
| ---- | ------------------ | ----------------- |  |  |  | - | - |  |  |  |  | - | - |  |  | ----- | ---- |
| 2014 | Hansen Junior Team | Lites Peugeot 208 |  |  |  | 1 | 2 |  |  |  |  | 3 | 2 |  |  | 99    | 2º   |

| 2015 | Scuderia           | Vettura           |   |  |  |   |  |   |  |   |  |   |   |   |  | Punti | Pos. |
| ---- | ------------------ | ----------------- | - |  |  | - |  | - |  | - |  | - | - | - |  | ----- | ---- |
| 2015 | Hansen Junior Team | Lites Peugeot 208 | 2 |  |  | 1 |  | 2 |  | 2 |  | 3 | 2 | 2 |  | 178   | 1º   |

| Legenda | 1º posto | 2º posto | 3º posto | A punti | Senza punti | Ritirato | Squalificato | NP=Non partito C=Gara cancellata |

### Campionato europeo rallycross

#### Supercar/RX1
| Anno | Squadra                | Vettura         | 1     | 2     | 3     | 4     | 5     | Punti | Pos. |
| ---- | ---------------------- | --------------- | ----- | ----- | ----- | ----- | ----- | ----- | ---- |
| 2016 | Peugeot-Hansen Academy | Peugeot 208 WRX | BEL 1 | NOR 1 | SVE 1 | BAR 1 | LET 2 | 143   | 1º   |

#### Junior Rallycross Cup
| Anno | Squadra            | Vettura         | 1       | 2     | 3     | 4       | 5     | 6     | Punti | Pos. |
| ---- | ------------------ | --------------- | ------- | ----- | ----- | ------- | ----- | ----- | ----- | ---- |
| 2012 | Hansen Junior Team | JRX Citroën DS3 | SVE-1 1 | BEL 2 | OLA 3 | SVE-2 1 | FIN 1 | GER 1 | 112   | 1º   |
| 2013 | Hansen Junior Team | JRX Citroën DS3 | UNG 3   | FIN 3 | NOR 2 | SVE 1   | AUT 1 | GER 1 | 123   | 1º   |

### Global RallyCross Championship

#### GRC Lites
| Anno | Squadra           | Vettura           | 1   | 2  | 3  | 4   | 5   | 6      | 7      | 8   | 9   | Punti | Pos. |
| ---- | ----------------- | ----------------- | --- | -- | -- | --- | --- | ------ | ------ | --- | --- | ----- | ---- |
| 2014 | Hansen Motorsport | Lites Peugeot 208 | AUS | DC | NY | CHA | DAY | LA-1 3 | LA-2 6 | SEA | LAS | 73    | 9º   |

### Campionato di Extreme E
| Anno | Squadra | Vettura          | 1   | 2     | 3     | 4     | 5     | Punti | Pos. |
| ---- | ------- | ---------------- | --- | ----- | ----- | ----- | ----- | ----- | ---- |
| 2021 | JBXE    | Spark Odyssey 21 | DES | OCE 3 | ART 2 | ISL 3 | JUR 2 | 102   | 4º   |